# Capitulation de Cintra
La capitulation de Cintra (ou Sintra) est signée le 18 septembre 1509 entre les monarques Manuel Ier de Portugal et Jeanne Ire de Castille. L'objet du traité est de fixer définitivement les zones d'influence des deux pays en Afrique du Nord quinze ans après la signature du traité de Tordesillas.